# Massajreligionen
Massajreligionen är den inhemska religionen inom Massajkulturen i Kenya och Tanzania.
Den högste kanske enda guden är skaparen En-Kai. Laiboni, prästerna, utgör länken mellan människorna och guden.